# Rei Hiroe
Rei Hiroe (jap. 広江 礼威, Hiroe Rei; * 5. Dezember 1972) ist ein japanischer Manga-Zeichner und Illustrator.
Bekannt wurde er durch sein 2001 erstmals erschienenes Werk Black Lagoon.

## Werke

### Manga
- Hisui-kyō Kitan (翡翠峡奇譚, 1994–1995)
- SHOOK UP! (1998)
- Phantom Bullet (2000)
- Black Lagoon (2001–Laufend)
- Dengeki Gunparade March – The Comic (Anthologie gemeinsam mit vielen anderen, 2001)

### Illustrationen
- Rayfield 2 (Sammelkartenspiel, 1999)
- Tokumei Tenkōsei Rulebook (2001)
- Shikigami no Shiro Anthology (2002)
- Reighborhood! - Rei Hiroe Illustrations (Artbook zu Black Lagoon, 2009)